# Санта Марија ин Кампис (Перуђа)
Санта Марија ин Кампис је насеље у Италији у округу Перуђа, региону Умбрија.
Према процени из 2011. у насељу је живело 52 становника. Насеље се налази на надморској висини од 229 м.